# Nocturnes (Album)
Nocturnes ist das zweite Studioalbum der englischen Musikerin Viktoria Hesketh, besser bekannt unter ihrem Künstlernamen Little Boots. Es wurde weltweit im Mai 2013 veröffentlicht.

## Hintergrund
Hesketh sprach erstmals im März 2010 von Plänen für ein zweites Album. Es solle „rawer and a bit more down-to-earth“ werden. „It’ll still be magical, but quite dark and spooky at the same time.“ [Es wird immer noch magisch sein, aber gleichzeitig ziemlich düster und unheimlich.] Im Mai 2011 trat sie in Peking auf dem China Music Valley International Music-Festival auf, wo sie ein neues Lied namens Crescendo vorstellte, das letztendlich an siebter Stelle der Titelliste auf dem Album landete. 2011 und 2012 wurden mit Shake und Every Night I Say A Prayer zwei weitere Songs des Albums als Download im Internet veröffentlicht. Im Juni 2012 veröffentlichte Little Boots mit "Headphones" eine weitere Single, jedoch wurde das Lied von der finalen Titelliste des Albums gestrichen.
In einem Interview mit dem DIY Magazine im Dezember 2012 enthüllte Hesketh, dass sie gerade den letzten Schliff an ihrem zweiten Album anlege, und erzählte weiterhin: „I feel a lot more at peace about where I’m at creatively as an artist now than a year or so ago […] I think everyone is always nervous releasing anything they've created into the world, but I’ve realized what I want to do and how I can achieve it, rather than trying to please other people.“ [Ich bin weitaus zufriedener damit, wo ich als Künstlerin jetzt stehe als ich es vor einem Jahr war. […] Ich glaube, jeder ist nervös, wenn er etwas, das er erschaffen hat, anderen zugänglich macht, aber ich habe gemerkt, was ich tun möchte und wie ich das erreichen kann, anstatt es ständig anderen recht zu machen.] Musikalisch, sagte sie, repräsentiere das Album sie besser als Künstlerin. Es sei ein Upbeat-Album und weniger vom Synthie-Pop der 1980er Jahre beeinflusst, was sie auf die Tatsache zurückführt, dass sie viel Zeit mit dem Auflegen in Clubs und dem Anhören von Dance-Musik verbracht hat. [It definitely feels more representative of me of an artist. […] It’s less 80s synth pop influenced, it’s quite an upbeat album, which I think has stemmed from the fact I have been DJing a lot, and listening to a lot of dance music.]
Im Januar 2013 verkündete Little Boots, ihr zweites Album sei fertiggestellt. Ende Februar veröffentlichte sie via Instagram das Cover und die Titelliste des Albums. Das von Jack Featherstone und Max Parsons gestaltet Artwork zeigt drei Fotografien der Sängerin vor einem schwarzen Hintergrund. Die linke Fotografie zeigt ein blaugefärbtes Porträt der Sängerin, die zum linken Bildrand blickt. Die mittlere Aufnahme ist rot gefärbt und zeigt eine Ganzkörperaufnahme, bei der Hesketh geradeaus auf den Betrachter blickt. Die letzte Fotografie ist eine Profilaufnahme von Hesketh, die gelb gefärbt ist. In weißer Schrift der Art Century Gothic sind der Name der Künstlerin und des Albums am oberen beziehungsweise unteren Bildrand zu sehen.
Damit wurde gleichzeitig auch der Titel des Albums – Nocturnes (in etwa: „nächtlich“) – enthüllt. Die Künstlerin erklärte die Idee hinter dem Titel: Nocturnes sei ein Album „indebted to the night“ [der Nacht zu Dank verpflichtet].

### Veröffentlichung
Im November 2011 erschien der Albumtrack Shake als damalige Leadsingle des Albums. Premiere war beim britischen Radiosender BBC Radio 1, nachdem bereits ein kurzes Snippet des Lieds auf dem Mixtape Shake Until Your Heart Breaks vom Oktober 2011 veröffentlicht wurde. Every Night I Say A Prayer wurde im April 2012 als Download veröffentlicht. Zuvor erschien erneut ein kurzer Clip auf einem Mixtape (Into The Future), auf dem das Lied als Into The Future angekündigt wurde, jedoch später umbenannt als Single und auf dem Album erschien. Das zugehörige, von Zaiba Jabbar gedrehte Musikvideo debütierte am 1. Mai 2012 auf Little Boots’ offiziellem YouTube-Kanal. Little Boots veröffentlichte am 25. Februar 2013 "Motorwa<" als Gratisdownload und ersten Vorgeschmack auf das kommende Album auf ihrer offiziellen Webseite. Als Vorabsingle zur Bewerbung des Albums wurde Broken Record am 18. März 2013 als Download veröffentlicht.
Nocturnes erschien erstmals am 3. Mai in Australien auf CD. Sukzessive wurde das Album europaweit (in Deutschland am 5. Mai als Download, am 10. Mai auf CD) sowie in Heskeths Heimat Großbritannien (ebenfalls am 5. Mai als Download, am 6. Mai als CD) und den Vereinigten Staaten (am 5. Mai als Download, am 7. Mai auf CD) auf Heskeths selbstgegründetem Label On Repeat Records veröffentlicht. Die erste Auflage von 1.000 Stück waren von der Künstlerin signierte CDs oder Langspielplatten, denen ein Download zum Album sowie ein T-Shirt mit dem Motiv des Albumcovers, hergestellt vom britischen Mode- und Musiklabel Millionhands, beigefügt war.

## Lieder
Eröffnungsstück des Albums ist der Titel Motorway, den Hesketh in Zusammenarbeit mit Jim Eliot verfasste, einer Hälfte des britischen Elektropopduos Kish Mauve, die bereits mit Kylie Minogue gearbeitet haben. Das Lied handelt von dem Verlangen, das alte Leben zurückzulassen und wegzulaufen. Hesketh lädt den Hörer ein, sich mit ihr auf der Autobahn zu treffen, um gemeinsam die Flucht anzutreten und einen für beide perfekten Ort fernab von Verpflichtungen und Sorgen zu finden. [Meet me on the motorway, together we can make our great escape. […] Maybe we can find our perfect place.] Darauf folgt Confusion, das mit Jeppe Laursen – einem der Songschreiber von Lady Gagas Hit Born This Way – entstand. In diesem Lied besingt Hesketh, dass sie von einer ihr gut bekannten Person angelogen wird, und diese nicht mehr wiedererkennt. [Everything’s changed, you’re not the same. […] I’ve been caught up in a lie.] Im C-Part des Lieds wird die Phrase „never lie to me again“ [Lüg mich nie wieder an.] wiederholt.
Die Vorabsingle Broken Record, die mit Devrim Karaoglu und Rick Nowels, der bereits mit Madonna, Nelly Furtado und Lana Del Rey gearbeitet hat, geschrieben wurde, thematisiert das Ende einer Beziehung, nach dem Hesketh beschreibt, wie sie die Stimme ihres Ehemaligen immer wieder und wieder ihren Namen sagen hört. Dazu verwendet sie die Metapher einer hängengebliebenen Schallplatte [I hear your voice like a broken record, saying my name every second.] Im C-Part wird die Phrase „voice like a broken record“ viermal wiederholt, wobei verschiedene Effekte auf Heskeths Stimme gelegt sind. Zum Ende des Lieds werden einzelne Silben der Wörter „every“ und „broken“ mehrmals wiederholt, um nochmals die Endlosschleife, in der sich das lyrische Ich befindet, zu verdeutlichen. Das Lied endet mit einem Fadeout. Every Night I Say A Prayer behandelt das Thema Liebe. Das lyrische Ich versucht ein Objekt der Begierde davon zu überzeugen, mit ihm die beste Wahl zu treffen, und gesteht ihm seine tiefe Vernarrtheit und ist vom Erfolg seines Vorhabens überzeugt, betet jedoch jeden Abend, dass es klappen möge. [I have seen into the future, I want you to take me there. […] Every night I say a prayer.]
Crescendo, die zweite Kollaboration mit Jim Eliot, benutzt die musiktheoretische gleichnamige Vortragsbezeichnung als Metapher für die lauter werdenden Stimmen eines sich streitenden Paares. Der Streit beginnt mit einer unachtsam ausgesprochenen Bemerkung [Just a careless thought said without thinking.] und artet aus, was Hesketh damit beschreibt, dass sich beide mit Schwertern gegenüberstehen und im Kreis umeinander laufen. [Soon we’re drawing swords and making circles.] Im Laufe des Lieds wird klar, dass das lyrische Ich den Streit am liebsten beilegen würde. So beschwert es sich, den Lärm der Stimmen nicht ertragen zu können [I can’t stand the noise.] und fragt: “Can we stop and talk it over, instead of talking over ourselves?” [Können wir aufhören und darüber reden, anstatt nur den anderen zu übertönen?] Strangers behandelt die Entfremdung zweier Menschen, die sich gut zu kennen geglaubt haben. [I know you so well, but we dance like strangers tonight.] "All For You" thematisiert die vollkommene Hingabe an einen anderen Menschen, und dass man den Entschluss fasst, alles in seinem Leben für eine andere Person zu tun. [At the end of my days, when they ask what it was all for, then I will say, it’s all for you.]

## Kritikerstimmen
Nocturnes erhielt gemischte Kritiken. Maxmilian Nitzke (CDstarts.de) gab dem Album vier von möglichen zehn Punkten und kritisierte vor allem die „schmerzlich umgesetzte technische Beschränktheit“ der Arrangements, lobte jedoch den Auftakt des Albums mit Motorway und Confusion, die er als Anspieltipps aufführte. Weiterhin schrieb er: „Gerade weil der Auftakt wirklich an die Qualität des Debüts anzuschließen schien, wirkt die anschließende Bruchlandung umso heftiger. Und bis auf einen oder zwei artige Vertreter des Mittelmaßes, muss man sich mit einer schlichtweg schwachen Platte herumplagen.“ Kurt Murphy, der das Album für den New Musical Express rezensierte lobte Crescendo als „brillant“ und fasste das Album als „catchy and classy electronic dance music“ [eingängige und klassische elektronische Musik] zusammen, schrieb jedoch Broken Record klinge wie ein Eurovision-angehauchter Soundtrack zum Hopaktanz [a Eurovision-endorsed soundtrack to Cassack dancing], und Satelite sei eine lasche Version von Madonnas Ray Of Light [a limp version of Madonna’s 'Ray Of Light'.]. In einer Plattenkritik für Pitchfork Media schrieb Katherine St. Asaph, dass Hesketh auf Nocturnes die kühle Distanz einer Sarah Cracknell oder Sophie Ellis-Bextor anstrebe. [Nocturnes finds her settling on one that aspires to the distance of Saint Etienne’s Sarah Cracknell or Sophie Ellis-Bextor.] und führte fort: „She’s not quite there, and when her approach doesn’t work, it really doesn’t […] Nocturnes is a big improvement over Hands, though, where even the biggest singles’ hooks were made of saccharine, not sugar.“ [Sie erreicht ihr Ziel nicht ganz, und wenn ihre Herangehensweise nicht funktioniert, funktioniert sie gar nicht. […] Nocturnes ist dennoch eine große Steigerung gegenüber Hands, auf dem die Hooks aus Saccharin, nicht aus Zucker gemacht waren.]
In einer Review für den britischen Guardian bezeichnete Caroline Sullivan Nocturnes als „one of the pop records of the year“ [eines der Popalben des Jahres] und schrieb weiterhin: „it’s warm and heartfelt, but the other side of the coin is its streak of wistful self-deprecation.“ [Es ist warm und kommt von Herzen, aber die andere Seite der Medaille ist, es hat einen wehmütigen Anflug von Selbstironie.] und fasste das Album als „delightful“ [entzückend] zusammen.
Albert Koch von der deutschen Zeitschrift Musikexpress gab dem Album vier von fünf möglichen Punkten und schrieb: „Es fällt zunächst auf, dass dem Album im Gegensatz zu Hands offensichtliche Hits wie ‚Stuck On Repeat‘, ‚Remedy‘, ‚New In Town‘ und ‚Hands‘ fehlen, es aber – trotz gar nicht einmal so kleiner stilistischer Unterschiede zwischen den zehn Songs – viel mehr als Album funktioniert. […] Trotz der 90er-Jahre-House-Referenzen, Anklänge an 70er-Jahre-Disco und eindeutigen Verweisen auf zeitgenössische, tech-housige Electronica (‚Broken Record‘, ‚Shake‘) ist das Ziel der 29-jährigen Engländerin der perfekte Popsong. Und irgendwann im Verlauf der weiteren Anhörungen von Nocturnes kommen dann auch die Hits: ‚Motorway‘, ‚Shake‘, ‚Broken Record‘, ‚Every Night I Say A Prayer‘, ‚Confusion‘. Man kann es auch so formulieren: Nocturnes ist das konsistente Dance-Pop-Album, das Kylie Minogue in ihrer gesamten Karriere nicht gelungen ist.“

## Titelliste
| Nr.          | Titel                      | Autor(en)                               | Produktion               | Länge |
| ------------ | -------------------------- | --------------------------------------- | ------------------------ | ----- |
| 1.           | Motorway                   | Viktoria Hesketh • Jim Eliot            | Tim Goldsworthy          | 4:59  |
| 2.           | Confusion                  | Hesketh • Jeppe Laursen                 | Goldsworthy • Laursen    | 5:01  |
| 3.           | Broken Record              | Hesketh • Rick Nowels • Devrim Karaoglu | Goldsworthy              | 4:33  |
| 4.           | Shake                      | Hesketh • James Ford                    | Ford                     | 5:31  |
| 5.           | Beat Beat                  | Hesketh • Pascal Gabriel                | Goldsworthy              | 4:18  |
| 6.           | Every Night I Say A Prayer | Hesketh • Andrew Butler                 | Goldsworthy              | 3:38  |
| 7.           | Crescendo                  | Hesketh • Eliot                         | Goldsworthy              | 5:42  |
| 8.           | Strangers                  | Hesketh • Magnus Lidehäll               | Goldsworthy              | 6:39  |
| 9.           | All For You                | Hesketh • Butler                        | Goldsworthy • Butler     | 4:21  |
| 10.          | Satellite                  | Hesketh • Ariel Rechtshaid              | Goldsworthy • Rechtshaid | 5:25  |
| Gesamtlänge: | Gesamtlänge:               | Gesamtlänge:                            | Gesamtlänge:             | 50:12 |

## Mitwirkende
| - Viktoria Hesketh – Gesang - Andrew Butler – Produktion (9) - John Dent – Mastering - Bruno Ellingham – Bass (7), Abmischung (1–10) - Jack Featherstone – Artdirector - James Ford – Produktion (4) - Tim Goldsworthy – Produktion (1–3, 5–10), Synthesizer (1, 3, 5–10) | - Charlie Jones – Bass (5) - Jeppe Laursen – Produktion (2) - Rory Van Milligen – Fotografien - Daren Morris – Keyboard (2, 5, 7, 10) - Max Parsons – Artdirector - Ariel Rechtshaid – Produktion (10) |

Entnommen aus dem CD-Booklet des Albums.

## Chartplatzierungen
Weder in Heskeths Heimat, dem Vereinigten Königreich, noch international konnte Nocturnes an die Erfolge des Vorgängeralbums Hands anknüpfen und erreichte lediglich Platz 45 der britischen Albencharts, mit 2.465 verkauften Einheiten in der ersten Woche.
| ChartsChartplatzierungen     | Höchstplatzierung | Wochen |
| ---------------------------- | ----------------- | ------ |
| Vereinigtes Königreich (OCC) | 45 (1 Wo.)        | 1      |